# Ourtalbahn
Die Ourtalbahn war eine projektierte, aber nicht gebaute strategische Eisenbahnstrecke in der Eifel zwischen Losheim und Sankt Vith. Das Projekt wurde nach dem Fluss Our benannt. 

## Geschichte
Bald nach Fertigstellung der Oleftalbahn bis Hellenthal brachten die südlich davon gelegenen Gemeinden, die bisher ohne Eisenbahnanschluss waren, eine Verlängerung der Strecke über Losheim und Andler nach Ulflingen ins Gespräch. Mehrere Petitionen in diesem Sinne, die erste stammt aus dem Jahr 1889, blieben jedoch ohne Erfolg. Mit der Eröffnung der Strecke Jünkerath–Weywertz im Jahr 1912 sanken die Aussichten auf eine Realisierung abermals, da mit dieser Strecke ein Teil des Einzugsgebietes einer Bahn Hellenthal–Ulflingen erschlossen wurde.
Erst die militärischen Erfordernisse nach Ausbruch des Ersten Weltkrieges verbesserten die Aussichten der Gemeinden im Ourtal auf einen Eisenbahnanschluss grundlegend. Den über die Vennquerbahn geführten Nachschubzügen für die Westfront sollte der Umweg über Weywertz und Weismes zu den neuen Strecken nach Gouvy und nach Vielsalm erspart und die Vennbahn zwischen Weywertz und Born bzw. Sankt Vith entlastet werden.
Als Zuführung von Osten war eine weitere neue strategische Eisenbahnstrecke vorgesehen. Diese sollte an der Voreifelbahn bei Rheinbach beginnen, über Bad Münstereifel und Bouderath führen, beim Ort Blankenheim die Obere Ahrtalbahn sowie in Schmidtheim die Eifelstrecke queren, um zwischen Stadtkyll und Kronenburg auf die Vennquerbahn zu stoßen. Diese Strecke kam allerdings nicht über das Planungsstadium hinaus.
Das neue Projekt sah eine Streckenführung von Losheim ins Ourtal, dann talabwärts über Manderfeld und Andler nach Schönberg vor. Bei Atzerath sollte die Bahn das Ourtal verlassen und durch das Tal des Eiterbachs bis Wallerode geführt werden. Der Anschluss an die Vennbahn war in Sankt Vith vorgesehen. Zum Projekt gehörte auch eine kreuzungsfreie Anbindung an die Strecke nach Gouvy hinter St. Vith sowie ein nördlicher Anschluss an die Vennbahn von Wallmerode nach Born mit direkter Anbindung an die Bahnstrecke Born–Vielsalm. Die Strecke wäre zum überwiegenden Teil auf dem Gebiet des Kreises Malmedy und nur auf einem kurzen Abschnitt zwischen Manderfeld und Andler auf Prümer Kreisgebiet verlaufen.
Mit dem Waffenstillstand am 11. November 1918 mussten die Arbeiten noch vor Beginn des Bahnbaus eingestellt werden. Lediglich ein Wohnhaus für Eisenbahnbeamte in Manderfeld war bis dahin fertiggestellt worden. Nach Ende des Ersten Weltkrieges und mit der Abtretung des Landkreises Malmedy infolge des Versailler Vertrages war die Grundlage für einen Weiterbau entfallen; die Strecke wurde nie realisiert.